# Zhao Leji
Zhao Leji (chiń. 赵乐际; pinyin Zhào Lèjì) – chiński polityk, obecny przewodniczący Stałego Komitetu Ogólnochińskiego Zgromadzenia Przedstawicieli Ludowych i trzeciorzędny członek Stałego Komitetu Biura Politycznego Komunistycznej Partii Chin.
Na początku swojej kariery politycznej pełnił funkcję sekretarza partii w Qinghai, sekretarza partii w Shaanxi i szefa Wydziału Organizacyjnego KPCh. W 2012 r. wstąpił do Biura Politycznego Komunistycznej Partii Chin, a pięć lat później awansował do Stałego Komitetu Biura Politycznego. W latach 2017–2022 był sekretarzem Centralnej Komisji Kontroli Dyscyplinarnej, najwyższego organu partyjnego zajmującego się zwalczaniem korupcji.